# Megabunus bergomas
Megabunus bergomas is een hooiwagen uit de familie echte hooiwagens (Phalangiidae).